# Minnie Riperton
Minnie Julia Riperton (Chicago, 8 november 1947 - Los Angeles (Californië), 12 juli 1979) was een Amerikaanse soulzangeres. Ze had een bijzonder stembereik van vijf octaven, dat haar onder andere in staat stelde vogels en muziekinstrumenten te imiteren. De melodie van haar bekendste hit Lovin' You uit 1975, is oorspronkelijk bedacht als afleiding voor haar toen tweejarige dochter Maya. Ze kreeg twee kinderen.

## Biografie

### 1962-1971
De Afro-Amerikaanse Riperton werd oorspronkelijk tot operazangeres opgeleid, maar haar interesse lag meer bij soul en rhythm-and-blues. In 1962 sloot ze zich aan bij de meidengroep The Gems, waarmee ze singles uitbracht op het Chess-label en de achtergrondzang deed op Rescue Me van Fontella Bass; op dit nummer nam de latere Earth, Wind & Fire-oprichter Maurice White de drums voor zijn rekening. Na 1965 werd de groepsnaam eerst in Girls Three gewijzigd en vervolgens in The Starlets; hun voorlaatste single - het Motown-achtige My Baby's Real uit 1968 - groeide uit tot een northern soul-klassieker.
Ondertussen had Riperton twee solosingles uitgebracht onder het pseudoniem Andrea Davis en ging ze deel uitmaken van Rotary Connection, opgericht door Marshall Chess, de zoon van platenbaas Leonard Chess. In 1970 bracht Riperton haar eerste soloplaat uit die geproduceerd werd door Rotary Connection-lid Charles Stepney en waarop Maurice White wederom meespeelde als drummer; ter promotie gaf ze een eenmalig concert met begeleiding van pianist Ramsey Lewis. Come to My Garden was destijds geen succes, en zou pas later als meesterwerk worden onthaald; de Britse groep 4hero nam een coverversie op van Les Fleurs, die in 2001 een bescheiden hit werd in Nederland.

### 1974-1975
Nadat Rotary Connection in 1971 uiteen was gevallen, verhuisde Riperton naar Florida, waar ze zich aan de opvoeding van haar in 1972 geboren dochter Maya en zoon Marc (bijgenaamd Ringo) wijdde; haar zangcarrière leek voorbij, totdat ze werd opgespoord door een vertegenwoordiger van Epic die een demo-opname hoorde van het nummer Seeing You This Way. Riperton tekende vervolgens een nieuw contract en verhuisde met haar gezin naar Los Angeles, waar ze haar tweede album opnam met Stevie Wonder als co-producer en Deniece Williams als achtergrondzangeres. Perfect Angel - dat in 1974 verscheen - verkocht in eerste instantie matig, totdat Lovin' You als vierde single werd uitgebracht. De opvolger, Adventures in Paradise, werd geproduceerd door Joe Sample; Stevie Wonder was op dat moment bezig met de opnamen van Songs in the Key of Life, waaraan Riperton zelf bovendien ook een bijdrage leverde.

### 1976-1979
In 1976 werd bij Riperton borstkanker geconstateerd. Er volgde een borstamputatie. In de jaren daarna bleef zij optreden, maar ze zette zich ook in voor de Amerikaanse Kankerstichting (American Cancer Society). Hiervoor heeft zij van toenmalig Amerikaans president Jimmy Carter de Society Courage Award ontvangen. Op 12 juli 1979 stierf Riperton op 31-jarige leeftijd in de armen van haar echtgenoot, in het ziekenhuis waar zij haar laatste dagen had doorgebracht. Haar familie liet "Lovin' you is easy cause you're beautiful" op haar grafsteen graveren, afkomstig uit haar grootste hit.

### Na 1979
Haar muziek komt later nog enkele malen onder de aandacht doordat andere artiesten nummers van haar bewerken. Zo wordt in 1989 Lovin' you door The Orb gebruikt voor het ambient-nummer A huge ever growing pulsating brain that rules from the centre of the ultraworld. Dit groeit uit tot een hit. In 2001 maakt de Britse danceacts 4hero een nieuwe coverversie van het nummer Les Fleurs. Deze versie stond vier weken in de top 100 en behaalde de 74e plaats.

## NPO Radio 2 Top 2000
| Nummer met noteringen in de NPO Radio 2 Top 2000 | '99 | '00  | '01  | '02  | '03  | '04  | '05  | '06  | '07  | '08  |
| ------------------------------------------------ | --- | ---- | ---- | ---- | ---- | ---- | ---- | ---- | ---- | ---- |
| Lovin' You                                       | 940 | 1071 | 1160 | 1545 | 1193 | 1387 | 1848 | 1782 | 1847 | 1622 |

1. ↑  Een vetgedrukt getal geeft de hoogste notering aan.
2. ↑  Deze tabel is bijgewerkt tot en met de laatste editie (2024).

- Biblioteca Nacional de España: XX1089552
- Bibliothèque nationale de France: cb139219813 (data)
- CiNii: DA13193202
- Gemeinsame Normdatei: 134498461
- International Standard Name Identifier: 0000 0000 8366 8495
- Library of Congress Control Number: n92100686
- Nationale Bibliotheek van Letland: 000108321
- MusicBrainz: e842abf7-8a63-4602-8879-75958c2884a1
- National Archives and Records Administration: 10574312
- Nationale Bibliotheek van Tsjechië: xx0101525
- Nederlandse Thesaurus van Auteursnamen: 100551599
- SNAC: w69g9pfz
- Système universitaire de documentation: 078532272
- Virtual International Authority File: 27253715
- WorldCat: E39PBJpjdrRX9k3dDQgkpPcpT3